# ФК Льо Ман
Футболен клуб Льо Ман (на френски: Le Mans Football Club) е френски футболен клуб от град Льо Ман. Клубът печели първата си историческа промоция за Лига 2 през сезон 2003-04, но не се задържа в елита и бързо изпада. Въпреки това през 2005 г. печели друга промоция. През 2006 г. и 2007 г. завършва съответно 11-и и 12-и, а през 2008 г. завършва на 9-о място, най-добрия резултат в историята на клуба. Предишното име на клуба бе Льо Ман ЮК 72, което бе използвано от 1985 до 2010, а настоящето име бе избрано на 1 юли 2010.

## Успехи
- Лига 2
  - Вицешампиони (2): 2003, 2005
- Coupe Gambardella
  - Победители (1): 2004

## Известни бивши футболисти
- Дидие Дрогба
- Жервиньо
- Джак Сонго'о

## Бивши треньори
- Славолюб Муслин